# Garde nationale (France, 1789-1799)
La garde nationale est une milice citoyenne française levée pour la première fois à Paris à la mi-juillet 1789 et rassemblant des milices bourgeoises qui s'étaient spontanément créées à l'annonce du renvoi de Necker et d'une concentration de troupes royales autour de la capitale. À partir du 20 juillet 1789, des formations armées se créèrent également spontanément en province pour faire face aux "complots aristocratiques" et aux "brigands", dans le cadre de la Grande Peur; elles furent ensuite confirmées comme garde nationale.
Destinée au « maintien de l'ordre » et à la « sécurité intérieure » des municipalités sous les tutelles desquelles elle était, elle fut utilisée comme outil répressif de mouvements populaires par l'Assemblée nationale, notamment lors de la fusillade du Champ-de-Mars à Paris ou lors de jacqueries en province, mais elle s'engagea également, du refus d'intervenir à la participation active, aux côtés des mouvements populaires autonomes. Elle joua un rôle politique prépondérant pendant la période révolutionnaire en France.
Elle sera maintenue en service par la suite sous tous les régimes politiques que connaîtra le pays, jusqu'à sa dissolution en 1871.

## Création
Avant la Révolution française, il existait des gardes bourgeoises, qui avaient pour mission de défendre les biens et les personnes.
La première garde nationale créée est celle de Paris, le 14 juillet 1789 : la Municipalité et les gardes françaises qui s'occupent de la police dans Paris sont débordées par les troubles qui secouent la ville depuis l'annonce du renvoi de Necker (troubles qui mêlent émeutes de subsistance et recherches active d'armes et de munitions par les parisiens : incendies des postes d'octroi aux barrières, pillage du couvent Saint-Lazare). Des milices bourgeoises s'organisent spontanément pour maintenir l'ordre à l'intérieur des murs de la ville. Craignant d'une part les « débordements populaires » et les pillages, mais surtout les troupes royales (régiments suisses et allemands entre autres) massées autour de Paris et qui jettent l'alarme dans la capitale, les électeurs de la municipalité de Paris consentent, le 13 juillet à établir une garde parisienne dont la mission affichée est le maintien de l'ordre, et ce au nom du Tiers État. Elle compte d'abord 12000 hommes avant que ce chiffre ne soit porté à 48000 (800 hommes pour chacun des 60 districts parisiens, même si cet effectif affiché est resté plutôt théorique). De nombreux volontaires issus de toutes les couches de la société y adhèrent spontanément et certains d'entre eux participeront à la prise de la Bastille le 14 juillet. À défaut d'uniforme, on adopte d'abord la cocarde verte, couleur associée à la livrée de Necker, puis la cocarde bleu et rouge, les couleurs de la ville de Paris, quand on s'aperçut que le vert était aussi la couleur de la livrée du Comte d'Artois, frère du roi Louis XVI. Le 15, ce dernier nomme le marquis de La Fayette commandant en chef de la garde parisienne. À partir du 20 juillet, des gardes nationales sont fondées dans toutes les communes du pays,.

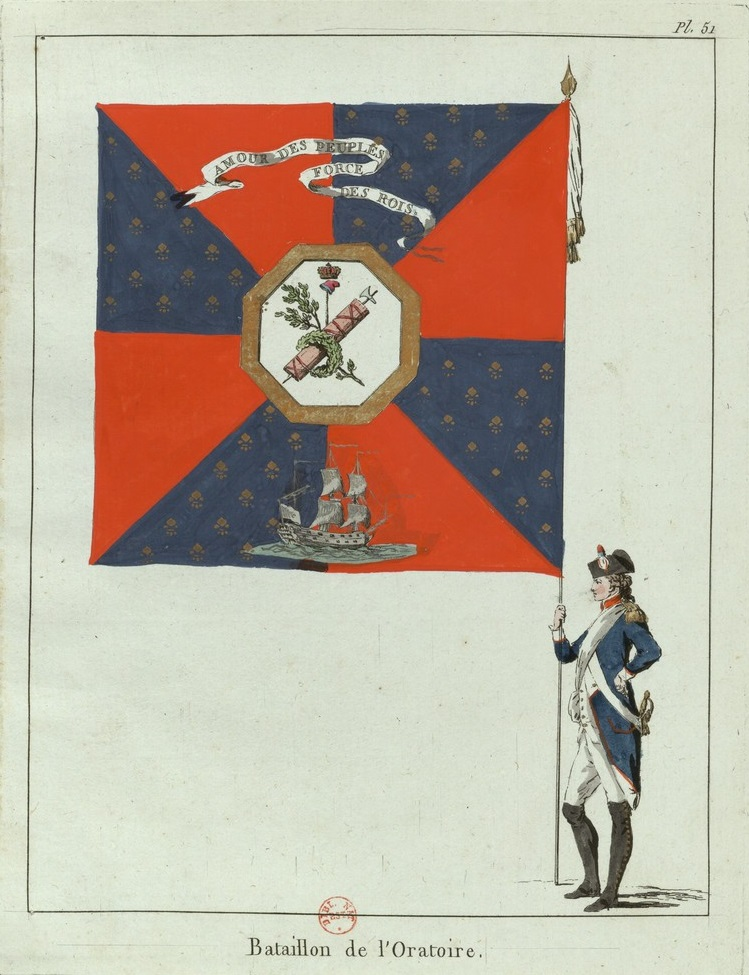
Drapeau du bataillon du district de l'Oratoire de la garde nationale de Paris en 1789.

En 1789, chaque bataillon de la garde nationale de Paris adopte des drapeaux, pour la plupart tricolores.

## Unités
La garde nationale se composait de : compagnies (50 à 100 hommes), de bataillons (300 à 1 000 hommes) et de légions (2 500 à 10 000 hommes).
Précisément, le contingent de chaque compagnie était limité à 53 hommes (hormis le tambour) et à 102 hommes dans les villes de plus de 50 000 habitants.
Un bataillon se composait de 6 à 10 compagnies.
Une légion se composait de 8 à 10 bataillons d'un même district. Elle était commandée par un chef de légion.
Dans les grandes villes, il y avait un commandant général des légions nommé par les citoyens actifs.
La garde nationale de Paris comptait six légions composées de dix bataillons chacune.

## Organisation et réglementation

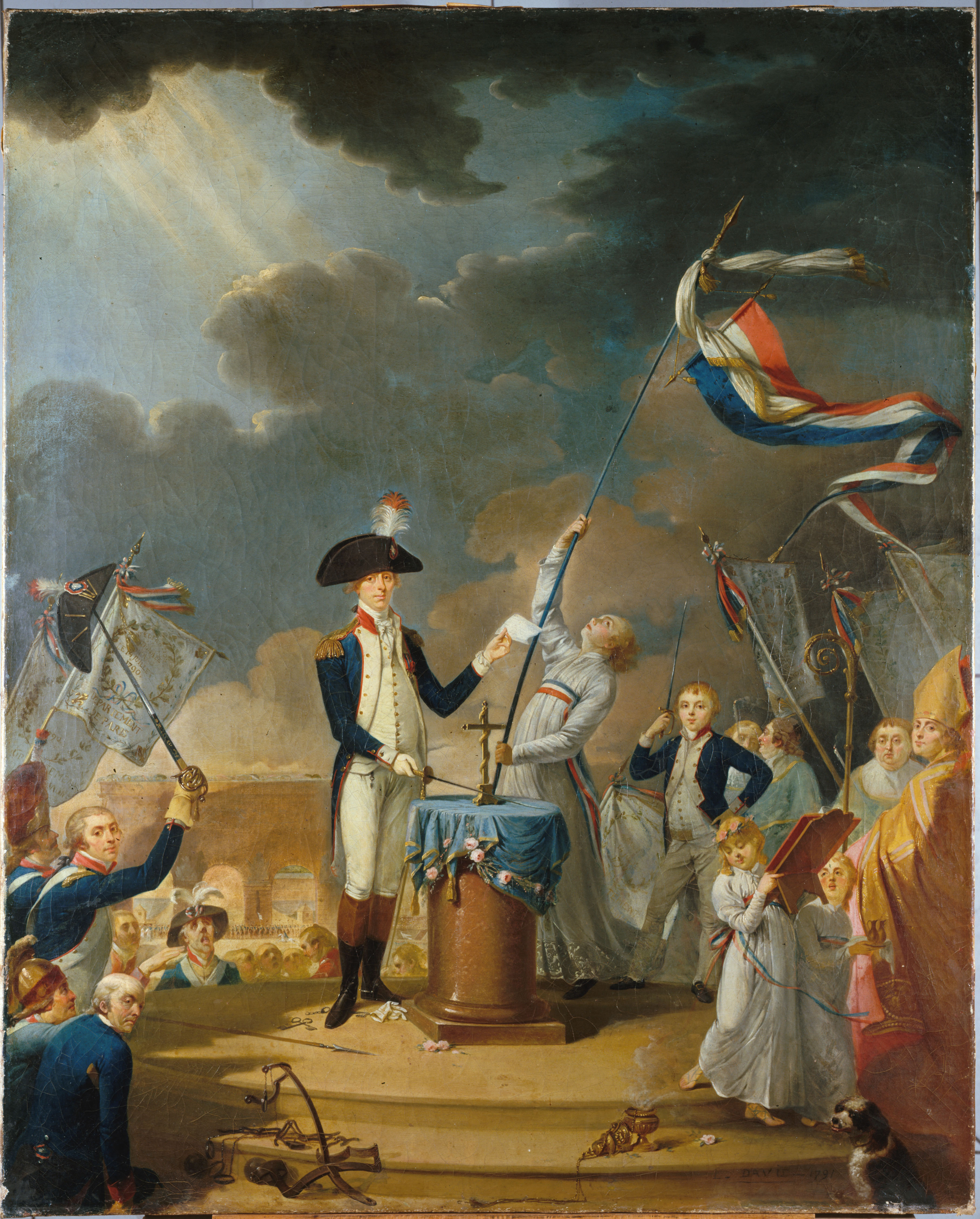
Le serment de La Fayette à la fête de la Fédération le 14 juillet 1790 (Musée de la Révolution française).

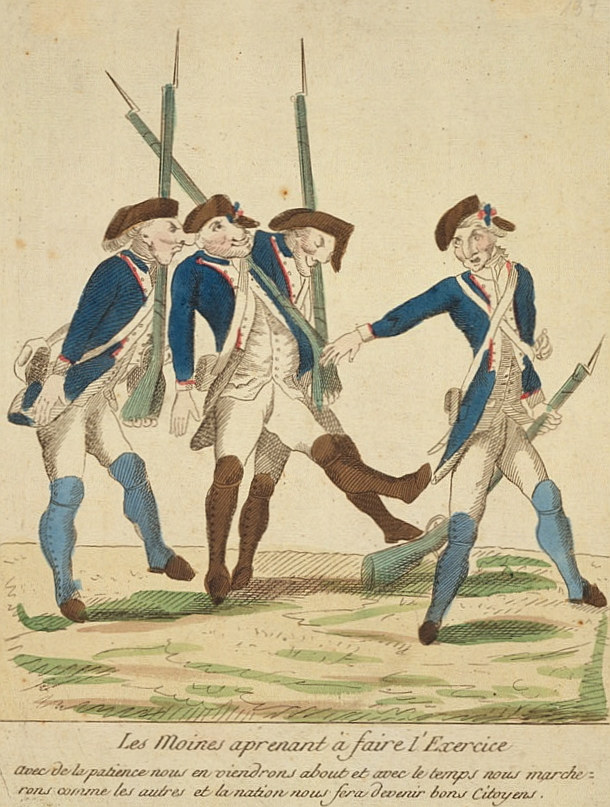
Nouvelles recrues de la garde nationale.
« Les moines apprenant à faire l'exercice. Avec de la patience nous en viendrons à bout et avec le temps nous marcherons comme les autres et la nation nous fera devenir bons citoyens. »
Caricature anonyme de 1790.

Créées spontanément, les unités de garde nationale sont placées sous la tutelle des municipalités par l’Assemblée constituante dès le 10 août 1789. L'Assemblée adopta encore, le 24, un texte inspiré par Jérôme Champion de Cicé, archevêque de Bordeaux et garde des sceaux. Il fut introduit dans l'article 12 de la déclaration des droits de l'homme, le 5 septembre, avec la déclaration suivante : « La garantie des droits de l'homme et du citoyen nécessite une force publique ; cette force est donc instituée pour l'avantage de tous et non pour l'utilité particulière de ceux à qui elle est confiée. » Cette déclaration ne prévoyait aucune organisation de la force publique, alors que la France s'était couverte de milices qui n'étaient soumises à aucune règle. Le décret du 22 décembre 1789 autorise les départements à recourir à la garde nationale.
Le 21 octobre 1789, sur proposition de Mirabeau, l'Assemblée vote la loi martiale : elle autorise les municipalités à avoir recours à la force pour mettre fin aux troubles de subsistance et assurer la libre circulation des grains. Le 7 janvier 1790, les députés décidèrent que les gardes nationaux devaient prononcer un serment de fidélité à la Constitution, ce qui les confirmait dans le rôle de « gardiens de la Constitution ». Cependant les troubles continuent dans le royaume. Au début de 1790, l'assemblée alertée par Champion de Cicé et l'abbé Grégoire discute de la direction de la garde nationale. Entre le 18 et le 23 février, les monarchiens tentent de placer la garde nationale sous l'autorité du roi. L'assemblée refuse mais par le décret du 23 février elle étend la loi martiale aux troubles de perception.
L'armée avait pour seule tâche de défendre l'État contre les ennemis extérieurs. Cette décision fut confirmée par le décret du 28 février 1790, imposant aux soldats et aux officiers un simple serment de fidélité à la Constitution. Dans ces conditions, il était alors possible de restituer au roi ces anciennes prérogatives de chef suprême de l'armée, alors que les gardes nationales, qui, par les décrets des 12 décembre 1789 et 2 février 1790, étaient soumises aux seules réquisitions municipales et départementales échappaient totalement à son autorité directe et pouvaient même la contrecarrer par l'usage qu'en faisait l'Assemblée Constituante.
Le 24 juin 1791, un décret donnait la possibilité aux généraux de l'armée d'obtenir le concours des gardes nationaux des villes et des bourgs mis provisoirement à leur disposition, ce qui était en contradiction avec la loi sur la garde nationale, votée les 27 et 28 juillet 1789, qui concernant uniquement une organisation sédentaire. Dès lors, la garde nationale constituait une sorte d'armée parallèle. Pour les révolutionnaires, elle était un moyen de faire contrepoids à l'armée royale. La Fayette avait ensuite tenté d'en faire un rempart face à l'anarchie envahissant le royaume. Il n'en reste pas moins que, de 1789 à 1791, il n'y avait pas de doctrine bien établie pour la garde nationale.
Le 29 septembre 1791, l'Assemblée constituante votait une loi sur la garde nationale, qui fut approuvée par le roi le 14 octobre 1791. La première section en était intitulée De la composition des listes de citoyens, la deuxième De l'organisation des citoyens pour le service de la garde nationale, la troisième Des fonctions des citoyens servant en qualité de gardes nationales, la quatrième De l'ordre du service et la cinquième De la discipline des citoyens servant en qualité de gardes nationales.
La première section précisait que seuls les citoyens actifs, c'est-à-dire pouvant voter et ayant une résidence continue depuis plus d'une année, pouvaient servir dans la garde nationale (I.1). Les citoyens passifs, qui avaient servi sans interruption depuis le début de la Révolution et qui étaient jugés « bien intentionnés », pouvaient continuer à figurer sur le registre d'inscription (I.3). Les fils de citoyens actifs, à partir de 18 ans, devaient également être inscrits (I.5). Ce service était un privilège, mais également une obligation sans contrepartie financière. Ne pas être inscrit supprimait l'exercice des droits du citoyen (I.2). Le fait de manquer son service, ne fût-ce qu'une seule fois, obligeait à payer une taxe égale à deux journées de travail (I.15). En outre, ceux qui manquaient trois fois leur service dans le cycle d'une seule année se voyaient suspendus pendant un an du service et du droit de voter ou de se faire élire (I.15).

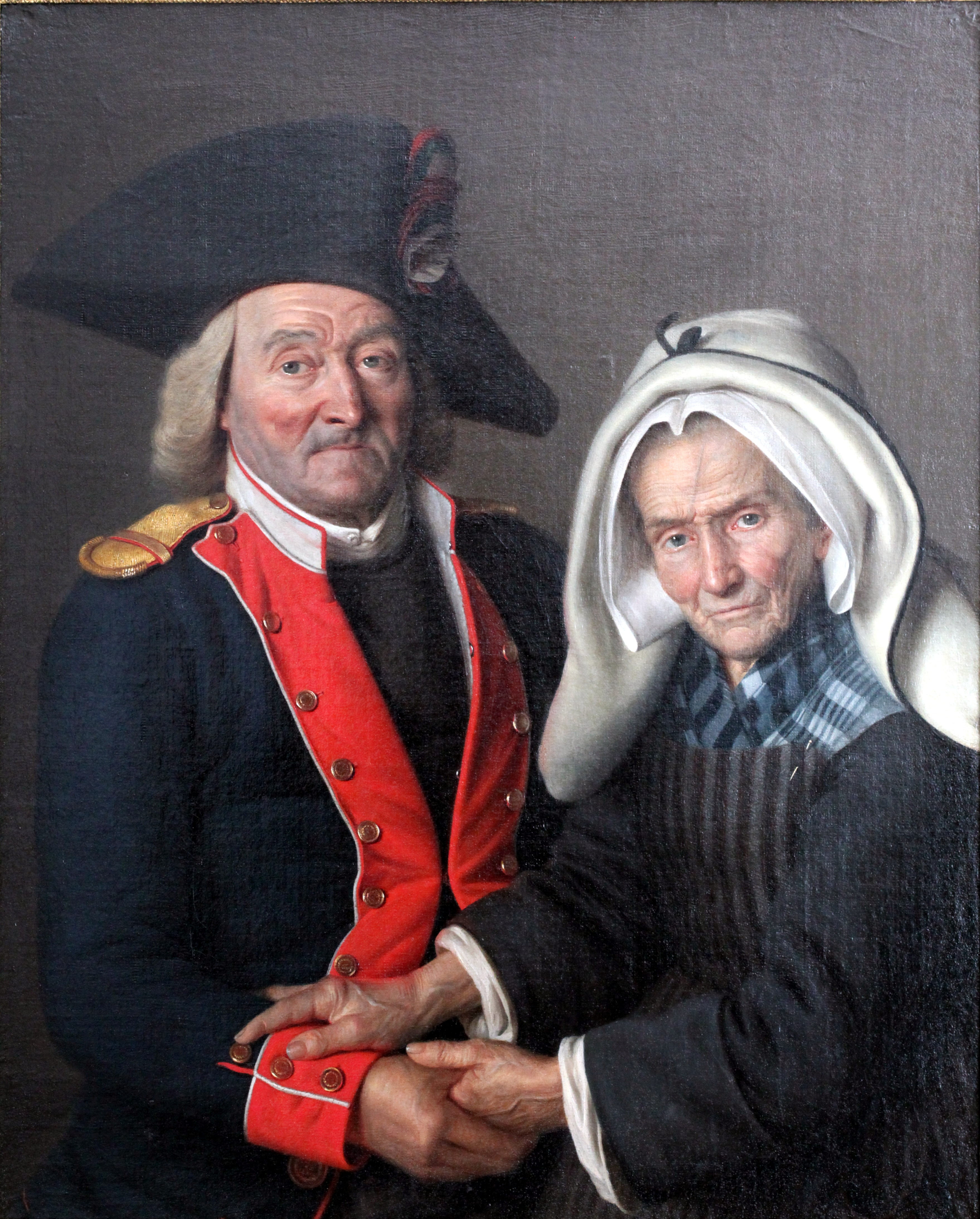
"Portrait de René Dogereau et de Perrine Trouillard, couple de centenaires" ; l'homme porte un uniforme de la garde nationale de 1791 (Musée de la Révolution française).

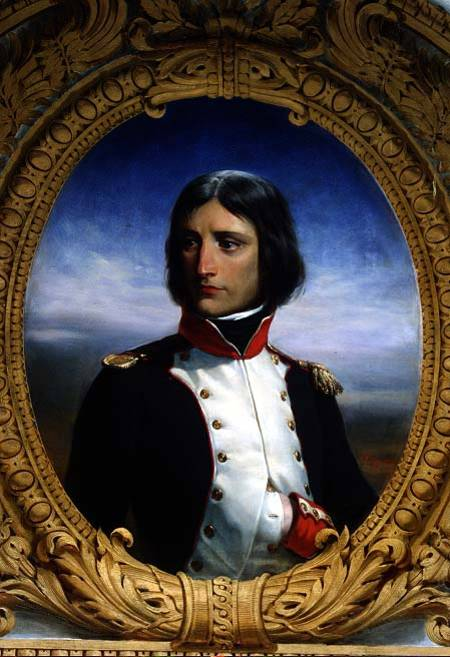
Napoléon Bonaparte, lieutenant-colonel du 1er bataillon des gardes nationaux corses en 1792.

La seconde section établissait le mode d'organisation de la garde nationale qui, dans les campagnes, se répartissait par cantons et par districts et non plus par municipalités (II. 1). Dans les villes, la base du dispositif restait la section électorale ou le district (I. 2). Chaque canton, section ou district fournissait les effectifs d'un ou plusieurs bataillons de quatre compagnies (II. 3-4). Les bataillons, au niveau du district, se regroupaient en une légion ou en une réunion de légions (II. 10-11). L'élément de base était la compagnie. Elle se composait dans les villes des citoyens d'un même quartier et dans les campagnes des citoyens des communautés les plus voisines (II. 13). À partir du 14 juillet 1792, l'uniforme national bleu, blanc et rouge devait être adopté partout (II. 25-26). Chaque année, les citoyens actifs inscrits dans les compagnies se réunissaient sans uniforme, le deuxième dimanche de mai, au chef-lieu du canton, pour élire ensemble leur capitaine ainsi que les officiers et les sous-officiers jusqu'au grade de caporal. Une fois élus, les officiers et les sergents choisissaient à la majorité absolue le commandant en chef du bataillon et ses adjoints (II. 19). Réunis entre officiers de compagnies, ceux-ci élisaient à leur tour, au chef-lieu de district, l'état-major des légions (II. 20). Tous ces chefs étaient élus pour un an seulement (II. 23). Les insignes de grades étaient les mêmes que ceux de la troupe de ligne (II. 24). Les drapeaux étaient tricolores et portaient la devise « Le peuple français, la liberté ou la mort » (II. 27).
La troisième section fixait le rôle et les formes d'action de la garde nationale. Les gardes nationaux avaient pour fonction de maintenir l'ordre et de garantir l'obéissance aux lois (III. 1). Ils pouvaient dissiper « toutes émeutes populaire et attroupement séditieux », arrêter et livrer à la justice « les coupables d'excès et violences », employer « la force des armes » dans le cadre de la loi martiale ou de la loi sur l'action de la force publique (III. 10). Les autres clauses étaient beaucoup plus restrictives et prouvent la défiance des constituants envers les citoyens armés. À l'exception des patrouilles, du service ordinaire et journalier ou des exercices, les chefs ne pouvaient prendre aucune initiative (III. 6). Ils ne pouvaient agir que sur réquisition particulière en période calme (III. 8-9). Ces demandes d'intervention ne leur étaient adressées qu'à défaut d'un nombre suffisant de gendarmes, de gardes soldés ou de troupes de ligne (III.3). Les commandants devaient les exécuter sans discussion, mais pouvaient exiger qu'elles fussent écrites (III. 2). Sans injonction légale, les officiers ne pouvaient pas réunir leurs troupes et, sans ordres, les citoyens ne pouvaient pas non plus se réunir (III. 5). Il était interdit de se rendre en armes à une assemblée électorale ou politique (III. 17). Le serment fédératif avait lieu chaque année le 14 juillet au chef-lieu de district (III. 20). L'organisation de toute fédération particulière était considérée comme un attentat « à l'unité du royaume et à la fédération constitutionnelle de tous les français » (III. 21). L'article 12 prévoyait qu'en cas d'invasion du territoire français par des armées étrangères, le roi ferait parvenir ses ordres au nombre de gardes nationaux qu'il jugerait nécessaire. Il y avait donc la possibilité d'utiliser des citoyens contre un ennemi extérieur. En cas d'action militaire de la part des gardes nationaux, le commandant supérieur serait toujours un gendarme ou un officier de ligne (III. 11).
La quatrième section déterminait l'ordre du service et le rang des compagnies, lesquels étaient fixés annuellement par le sort. On demandait aux officiers élus de se comporter « comme des citoyens qui commandent des citoyens » (IV. 1). Aucun moyen de force ne pouvait être utilisé contre des récalcitrants qui refusaient de se soumettre à leurs obligations. La désobéissance, l'abandon de poste, le manque de respect, l'insubordination, étaient punis d'arrêt ou d'une peine de prison d'une durée maximum de huit jours, sans distinction de grade (IV. 6-13). Il était possible de refuser la peine, mais cela entraînait la perte des droits de citoyens et le paiement de la taxe de remplacement (IV. 14).
La loi du 14 octobre 1791 ne prévoyait pas d'organisation centrale chargée d'animer, de contrôler et de diriger ces citoyens armés. Le roi n'y était associé qu'à travers son ministre de l'Intérieur. C'est aux administrations des départements et des districts qu'il appartenait de veiller à son application et d'en dénoncer les contraventions au corps législatif.
Il existait une grande méfiance des constituants à l'égard de la garde nationale. Les citoyens armés se retrouvaient relégués à des tâches de second ordre et restaient soumis à un contrôle très strict. Le service était obligatoire et donc astreignant pour les citoyens. La charge était la plus lourde pour les moins fortunés qui avaient besoin de leur temps pour travailler. Cette inégalité était aggravée par le fait que les officiers municipaux et les magistrats, recrutés souvent parmi les plus aisés, en étaient dispensés contre le paiement d'une modeste taxe. Cette loi voulait canaliser une force révolutionnaire dont on redoutait les débordements.

## La Législative et la garde nationale (1791-1792)

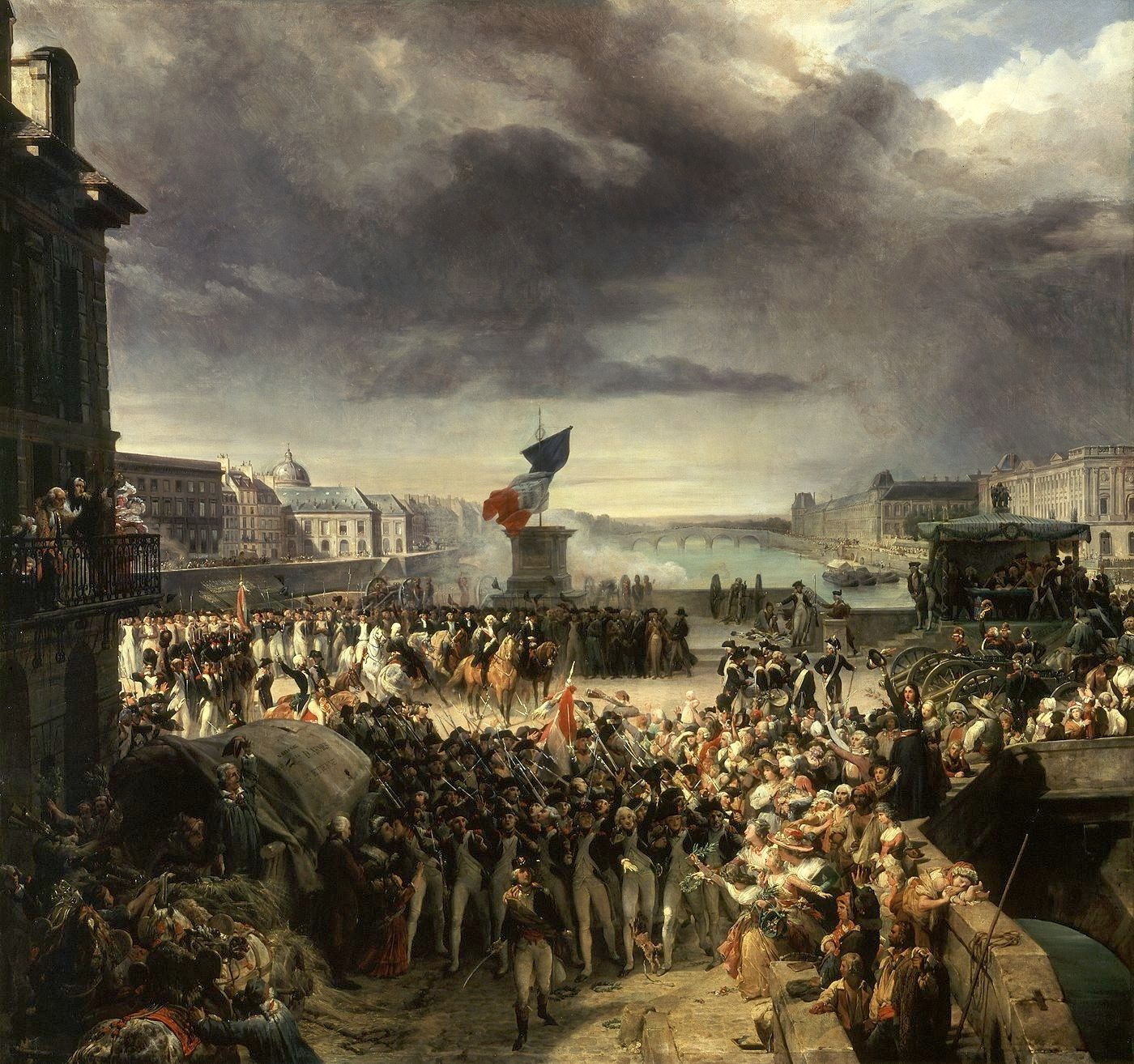
La garde nationale de Paris en 1792.

Les « révoltés de Fouesnant » ramenés par la garde nationale de Quimper en 1792.

À l'automne 1791, le roi Louis XVI de France accepta la nouvelle constitution. Mais en province, la garde nationale connut de graves crises de désunion. Les gardes nationaux des différentes villes s'affrontaient pour des raisons sociales ou religieuses. Ainsi, dans les Cévennes, la réorganisation de la garde nationale sur les bases de la loi du 14 octobre 1791 fournit à la base catholique l'occasion attendue pour éliminer les officiers protestants. À Arles, la garde nationale locale fut attaquée par quatre mille gardes nationaux levés autour de Marseille, qui prirent la ville le 29 mars 1792.
Sur le plan extérieur, la guerre éclate le 20 avril 1792 avec une coalition contre la France. Des gardes nationaux furent réquisitionnés pour être envoyés aux frontières. Ainsi, le général Alexis Magallon de la Morlière, chef de l'armée du Rhin, requérait quatre mille gardes nationaux dans les communes sous son commandement.

## La garde nationale sous la Première République (1792-1799)

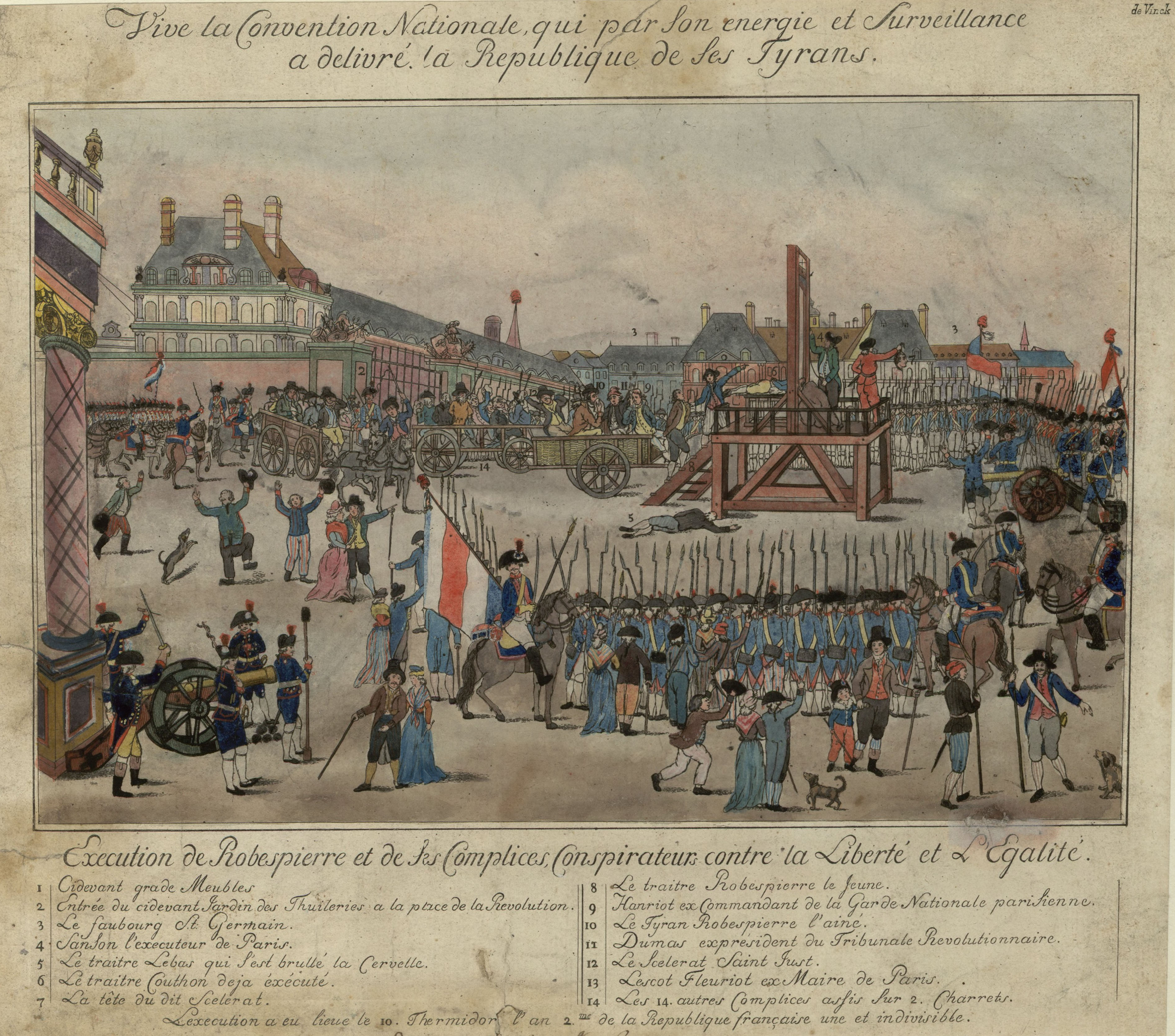
Gardes nationaux assurant le service d'ordre lors de l'exécution de Robespierre en 1794. François Hanriot, ex-commandant de la garde nationale parisienne, fut exécuté sans jugement avec d'autres robespierristes.

À la suite de la chute de la monarchie lors de l'insurrection du 10 août 1792, la garde nationale prit parti pour la Révolution. Le 12 août 1792, lors des élections des officiers de la garde nationale, Charles-Henri Sanson et Henri furent nommés sergents, tandis que Charlemagne Sanson devint caporal. Au début de l'année 1793, elle comptait 116 000 hommes. Le 21 janvier 1793, la garde maintint l'ordre lors de l'exécution de Louis XVI. Henri Sanson faisait partie de l’un des bataillons de la garde nationale, chargé d’assister à l’exécution, non pas sur l’échafaud, mais à proximité. En septembre 1793 fut supprimé le bureau particulier pour les gardes nationales du ministère de la Défense. Ainsi s'acheva l'évolution de la garde vers l'armée nationale. L'an III verra la constitution de la garde nationale sédentaire.
Durant les journées de Vendémiaire de l'an IV (octobre 1795), 25 000 insurgés des sections réactionnaires de l'ouest de Paris, composées de royalistes, s'affrontèrent au canon à cinq mille soldats, sous le commandement de Barras. Ces derniers l'emportèrent, confirmant ainsi la supériorité de l'armée sur les gardes nationaux pour maintenir l'ordre. Le décret du 16 Vendémiaire (8 octobre) décapita la garde parisienne en supprimant l'état-major général, ainsi que celui des divisions et des sections. Toute l'organisation hiérarchisée mise en place par La Fayette fut alors réduite à une juxtaposition de bataillons, placés sous les ordres du chef militaire de la place de Paris. Le 16 Vendémiaire, un décret supprima les grenadiers, les chasseurs, les canonniers et la cavalerie. Ces dernières dispositions furent étendues à toutes les gardes nationales. De cette façon, le Directoire voulait maintenir la garde nationale en dehors de toute action politique.
En 1799, on mobilisa à nouveau des citoyens en masse, face à la poussée d'une nouvelle coalition contre la France. Cette mobilisation fonctionnait par tirage au sort. Plus de 400 000 hommes furent alors levés.

## Coup d'État de 1799
Lors du Coup d'État du 18 Brumaire an VIII de Napoléon Bonaparte, la garde nationale ne joua pas un rôle de premier plan. Elle contribua seulement à maintenir l'ordre. À la suite des guerres de la Révolution, la garde nationale s'était progressivement assimilée aux militaires de métier. La garde nationale sédentaire, qui maintenait l'ordre à l'intérieur des frontières, était médiocre et formée de citoyens peu motivés.

## Garde nationale et armée
Un décret du 3 août 1791 confirmé par la loi du 28 août 1791 portant suppression et recréation des différents corps de la garde nationale parisienne soldée permet, lors de la réorganisation des corps d'infanterie français de 1791-1792, la création des 102e, 103e, 104e et 105e régiments d'infanterie composées presque entièrement d'hommes venant du régiment des gardes françaises qui avait été licencié par ordonnance royale le 31 août 1789 après leur participation à la prise de la Bastille. La garde nationale parisienne soldée formera également 2 divisions de gendarmerie nationale à pied et les 13e et 14e bataillons de chasseurs.
L'exécution de Louis XVI provoqua une extension du conflit auquel faisait face la France, le Royaume-Uni et la Hollande entrant le 1er février 1793 en guerre aux côtés de l'Autriche et de la Prusse. L'intensification du conflit nécessita de nouveaux effectifs militaires. La garde nationale fut peu à peu utilisée comme un réservoir pour l'armée.

## Uniformes, armement et équipement
Le décret du 13 juin 1791 fixe comme suit l’uniforme des gardes nationales :
- habit bleu de roi, doublure blanche et  passepoil écarlate ; parement et collet d'écarlate, et passepoil blanc ; revers blanc et passepoil écarlate ; manche ouverte à trois petits boutons, poches en dehors à trois pointes et trois petits boutons avec passepoil rouge ; l'agrafe du retroussis écarlate ; veste et culotte blanche[15].

Un autre décret précise les détails des boutons :
- de cuivre jaune ou doré, monté sur os ou sur bois, portant pour empreinte, à l'intérieur d'une couronne civique, ces mots : la Nation, la Loi, le Roi ; le nom du district sera inscrit entre la bordure et la couronne ; dans les districts où il y aura plusieurs sections, elles seront distinguées par un numéro placé à la suite du nom du district[15].

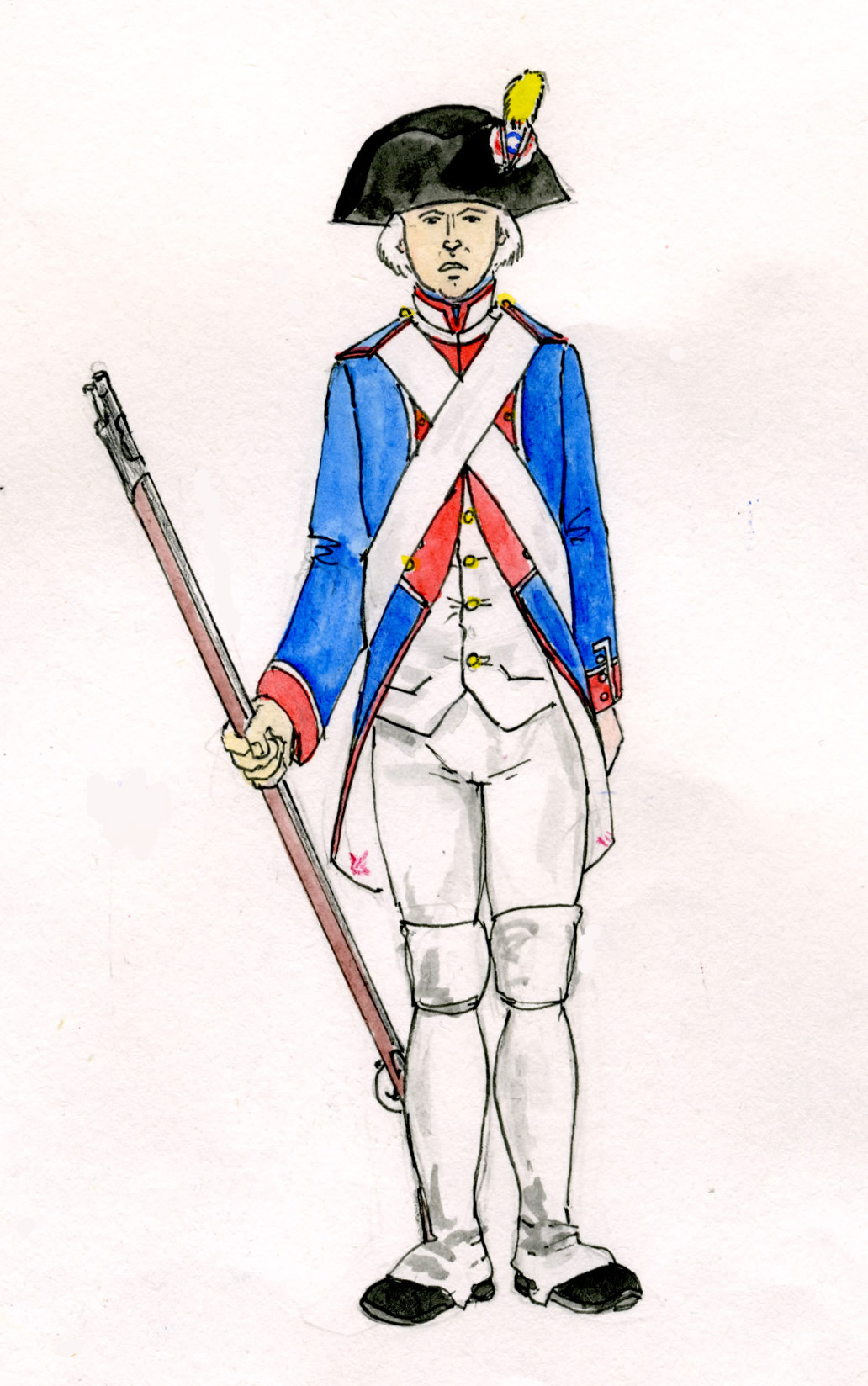
Fusilier de la garde nationale, 1790-1791.
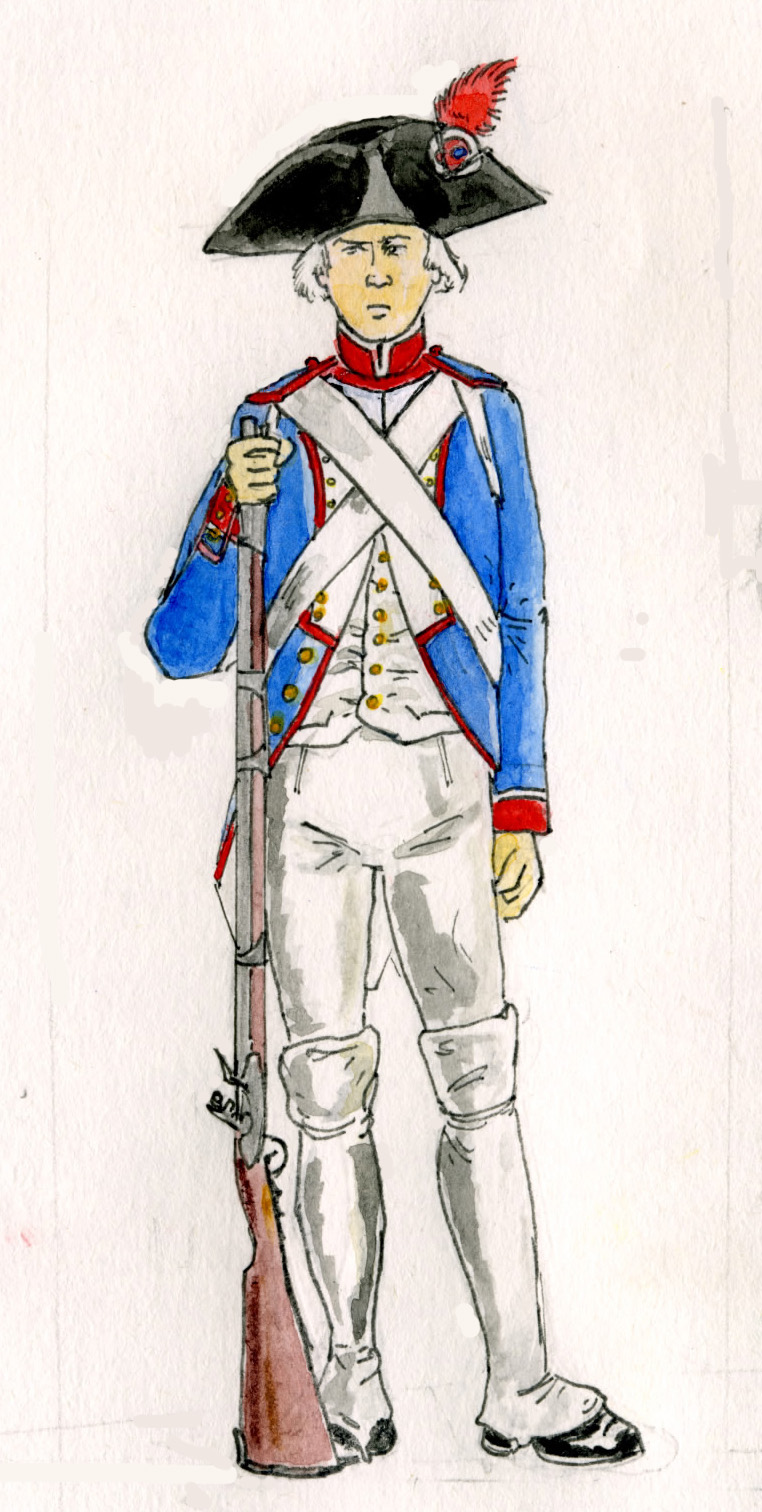
Fusilier de la garde nationale, 1791.
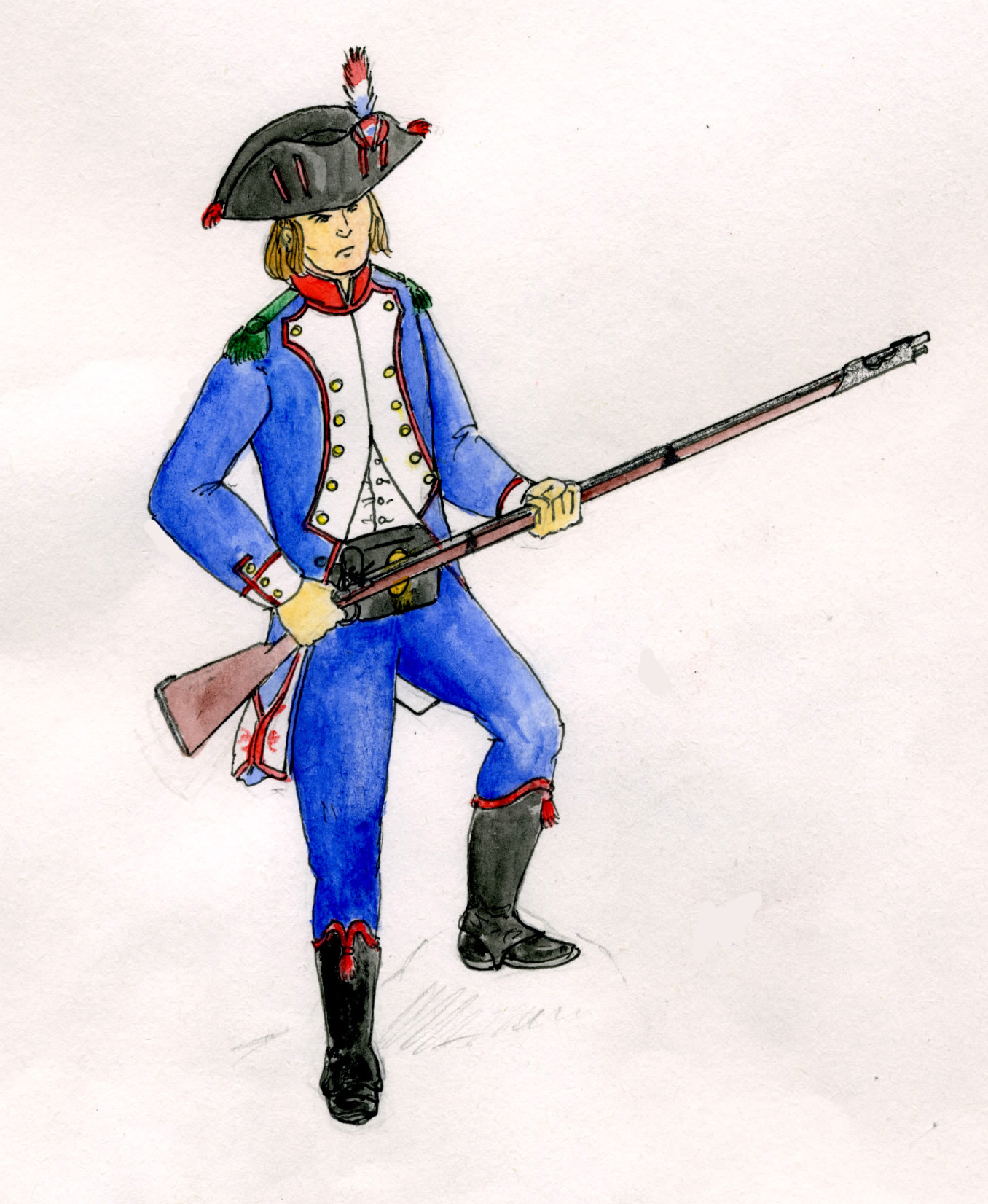
Chasseur de la garde nationale de Paris.
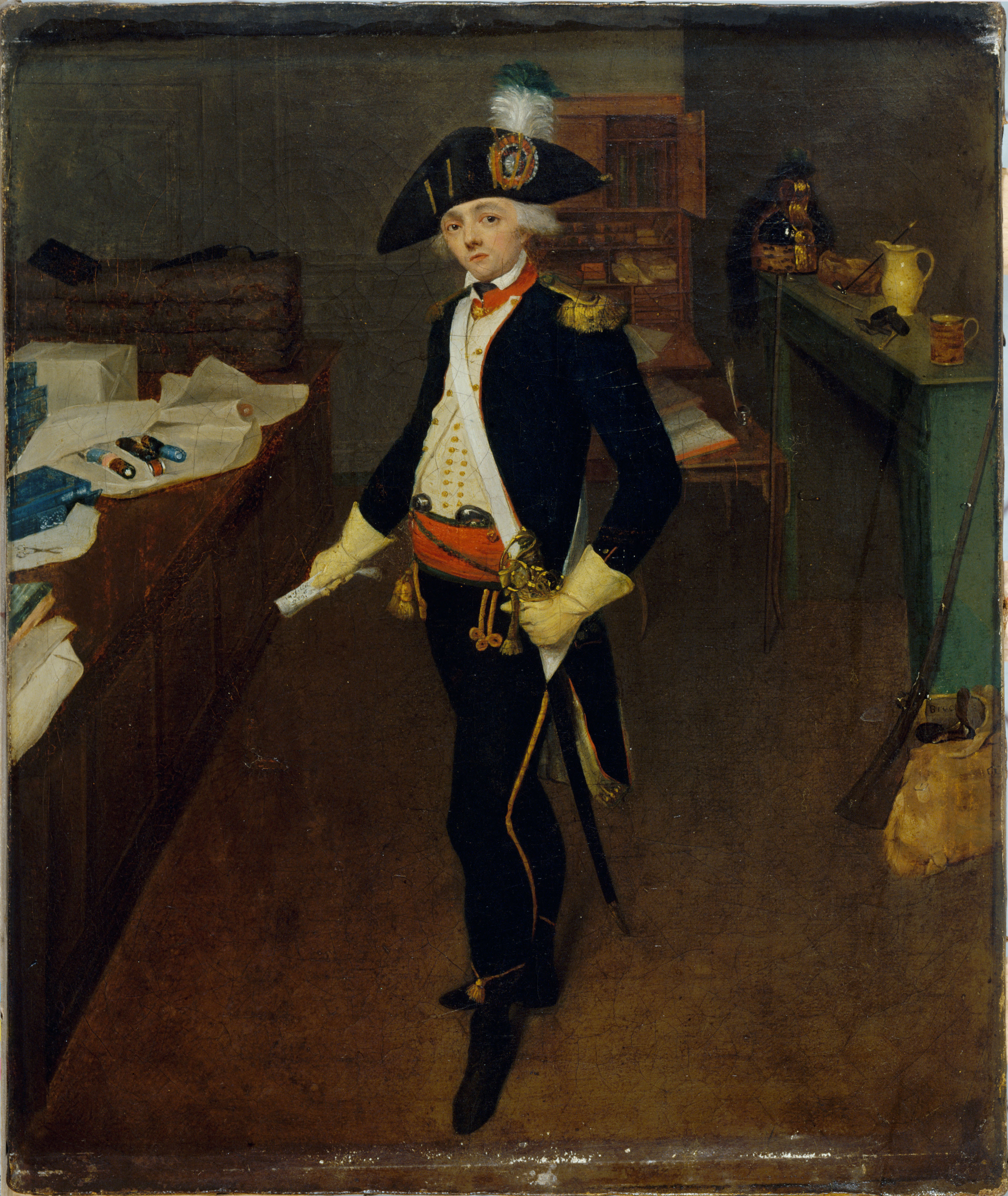
Jean-Marie Hooghstoel, M. Estellé, marchand de galons, rue Saint-Honoré, en uniforme de capitaine des chasseurs de la garde nationale, 1790 (musée Carnavalet)
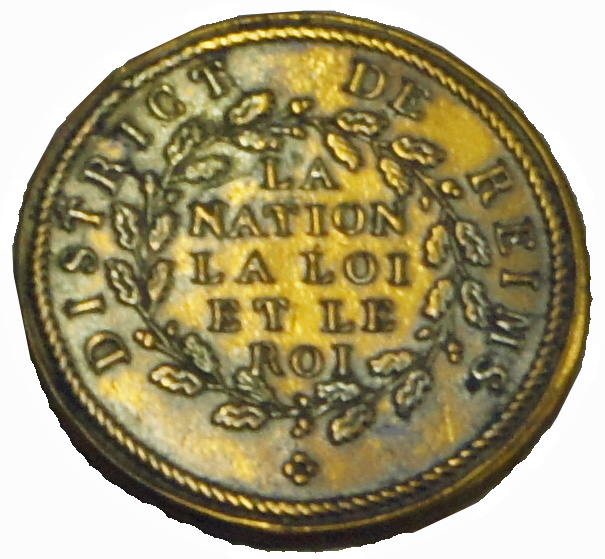
Bouton d'uniforme de la garde nationale de Reims 1791-1792.
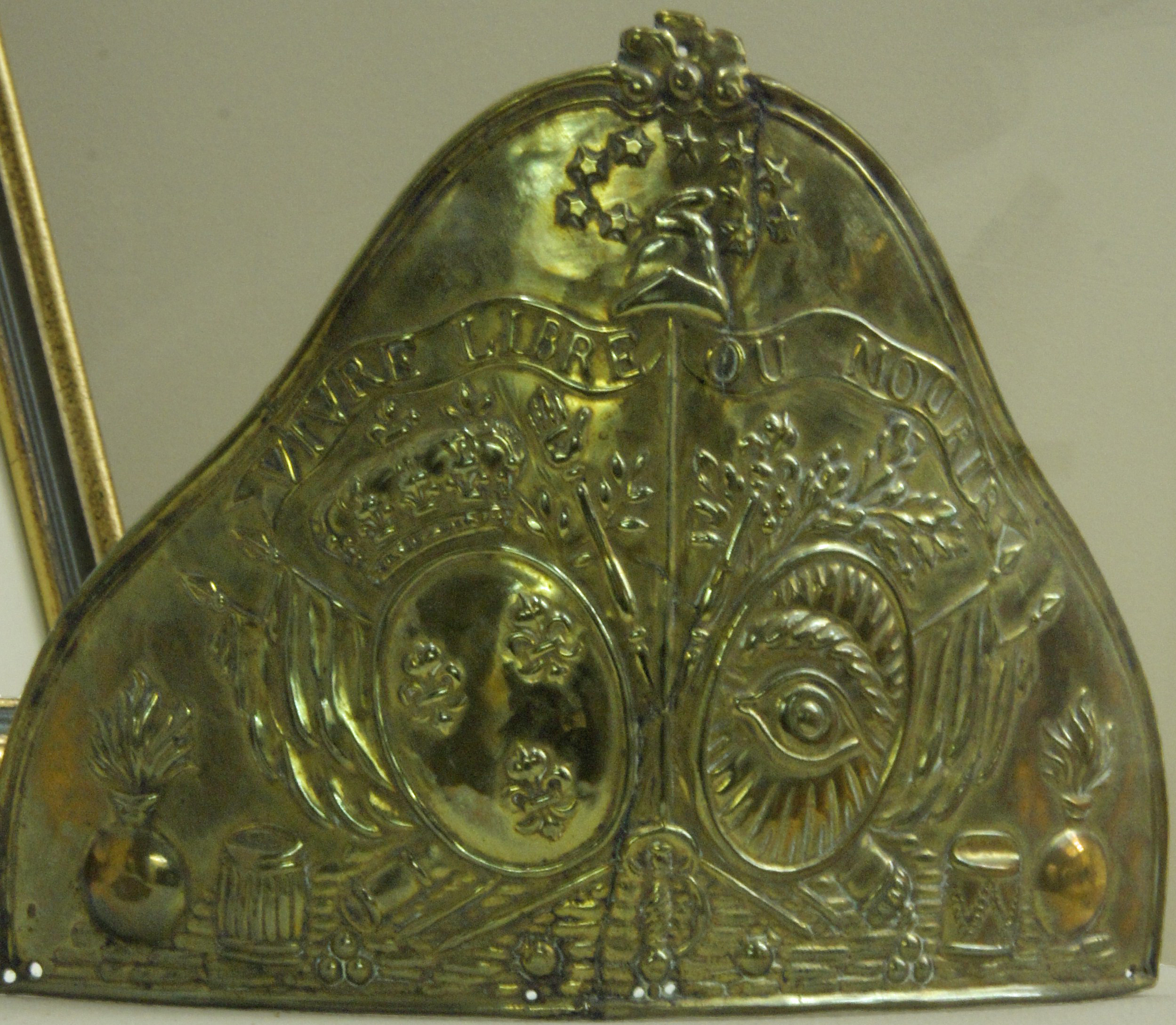
Plaque de bonnet de grenadier de la garde nationale de Reims 1789-1792.